# 富士見町 (磐田市)
富士見町（ふじみちょう）は、静岡県磐田市にある町名。現行行政地名は富士見町一丁目から富士見町四丁目。

## 概要
- 富士見町は磐田市の見付地区内の一つに分布している。

- 同町の年齢階層別人口によると高齢化率が26.0%であり、65歳以上が1,173人、85歳以上が164人である（平成27年12月末時点）[4]。

## 地理
- 富士見町は、東に岩井、南に富士見台、南西に東坂町、西に地脇町、北に元天神町と周りの町名とそれぞれ接し、また東側（岩井寄り）には東大久保運動公園、西側（地脇寄り）にはつつじ公園に挟まれたような場所に位置している。

## 世帯数と人口
2018年（平成30年）11月30日現在の世帯数と人口は以下の通りである。
| 丁目           | 世帯数    | 人口    |
| -------------- | --------- | ------- |
| 富士見町一丁目 | 327世帯   | 847人   |
| 富士見町二丁目 | 353世帯   | 892人   |
| 富士見町三丁目 | 259世帯   | 705人   |
| 富士見町四丁目 | 174世帯   | 436人   |
| 計             | 1,113世帯 | 2,880人 |

## 小・中学校の学区
市立小・中学校に通う場合、学区は以下の通りとなる。
| 丁目           | 番・番地等 | 小学校               | 中学校             |
| -------------- | ---------- | -------------------- | ------------------ |
| 富士見町一丁目 | 全域       | 磐田市立富士見小学校 | 磐田市立城山中学校 |
| 富士見町二丁目 | 全域       | 磐田市立富士見小学校 | 磐田市立城山中学校 |
| 富士見町三丁目 | 全域       | 磐田市立富士見小学校 | 磐田市立城山中学校 |
| 富士見町四丁目 | 全域       | 磐田市立富士見小学校 | 磐田市立城山中学校 |

## 交通
- 静岡県道277号磐田山梨線が富士見町内を南北に貫いている。また同町と南隣の富士見台との境に静岡県道413号磐田袋井線（旧国道1号）も通過しており、両県道は富士見町東交差点で交差する。

- 磐田市デマンド型乗合タクシー「お助け号」磐田東部線が町内全域をカバーしている。なお、利用には利用登録を行い乗車前に電話での事前予約が必要。日祝日と年末年始は運休。

## 町内周辺の施設
富士見町内には
- 磐田市立富士見小学校
- 富士見幼稚園（学校法人）
- 富士見幼稚園会館
- 富士見町会館
- つつじ公園
- 東大久保運動公園
- 藤の花磐田店
- Cafe ＆ Dining toko toko
- コドニア浜松店
- 浜松いわた信用金庫富士見町支店
- ファミリーマート磐田富士見店

などがある。また同町ではないが、南東の東山町にはヤマハスタジアム(Jリーグのジュビロ磐田やジャパンラグビートップリーグのヤマハ発動機ジュビロのホームタウン)が存在し、富士見町からでも距離は近い。

## その他

### 日本郵便
- 郵便番号 : 438-0083[2]（集配局：磐田郵便局[6]）。

### 警察
町内の警察の管轄区域は以下の通りである。
| 番・番地等 | 警察署     |
| ---------- | ---------- |
| 全域       | 磐田警察署 |